# Центр кризової готовності та реагування
Центр кризової готовності та реагування (малай. Pusat Kesiapsiagaan dan Tindak Cepat Krisis) — це агенція, заснована урядом Малайзії відповідно до 9-го Плану Малайзії (2005—2010), як частину загальної стратегії ефективної готовності до катастроф, спалахів, криз та надзвичайних ситуацій, пов'язаних із здоров'ям. Відкриття Центру кризової готовності та реагування було проведено міністром охорони здоров'я Малайзії Чуа Сої Леком 7 травня 2007 року. Центр кризової готовності та реагування розташований на рівні 6, блок E10, Комплекс E у Федеральному урядовому адміністративному центрі в Путраджаї.
У початковий період центр служив більше як центр готовності та реагування на спалахи інфекційних захворювань і катастроф. Пізніше розширив свою діяльність на всі типи та інциденти, що стосуються охорони здоров'я, такі як стихійні лиха, «масові жертви», хімічні, біологічні, радіологічні, ядерні та вибухові речовини (CBRNe), тероризм і спроби державного перевороту.

## Операції

### Пандемія грипу
Державний центр підготовки та реагування на надзвичайні ситуації в Пераку розпочав роботу у квітні 2009 року після початку пандемії грипу А (H1N1). Центр було активовано відповідно до намірів міністерства охорони здоров'я Малайзії щодо координації діяльності в галузі охорони здоров'я, пов'язаної з підготовленістю, оперативними діями та відновленням до, під час і після спалаху хвороби, катастрофи та кризи. Крім того, центр також працював над координацією дій, співпрацею та підтримкою комунікаційних мереж у департаментах охорони здоров'я, міністерствах та інших пов'язаних установах у межах Перака чи за його межами. Його кімната готовності працює щодня, включаючи тижневі та загальні свята. У 2012 році за допомогою Центру кризової готовності та реагування штату було зупинено/промоніторовано 147 спалахів.

### Повені в Малайзії
Міністерство охорони здоров'я активувало національний центр кризової готовності та реагування на надзвичайні ситуації у Путраджаї для моніторингу ситуації з повенями в Малайзії до кінця 2019 року. Центр має надавати міністерству щоденну інформацію щодо кількості жертв повені, та тих, хто переміщується до центру тимчасового розміщення, щоб мати змогу вжити негайних заходів. Центр кризової готовності та реагування працюватиме з поліцією в постраждалих від повені районах. Поліція має інформацію про постраждалих від повені, якими можна поділитися з районним управлінням охорони здоров'я. Дані поліції допоможуть міністерству охороні здоров'я вирішити будь-які проблеми із медичної точки зору, якщо такі є.

### COVID-19 у Малайзії
Міністерство охорони здоров'я активувало Національний центр кризової готовності та реагування для моніторингу поточних подій щодо COVID-19 та підготовки до епідемії.